# Shaquille Cleare
Shaquille O'Neal Cleare (Andros, 19 febbraio 1993) è un cestista bahamense.